# Magyar Honvédelmi Szövetség

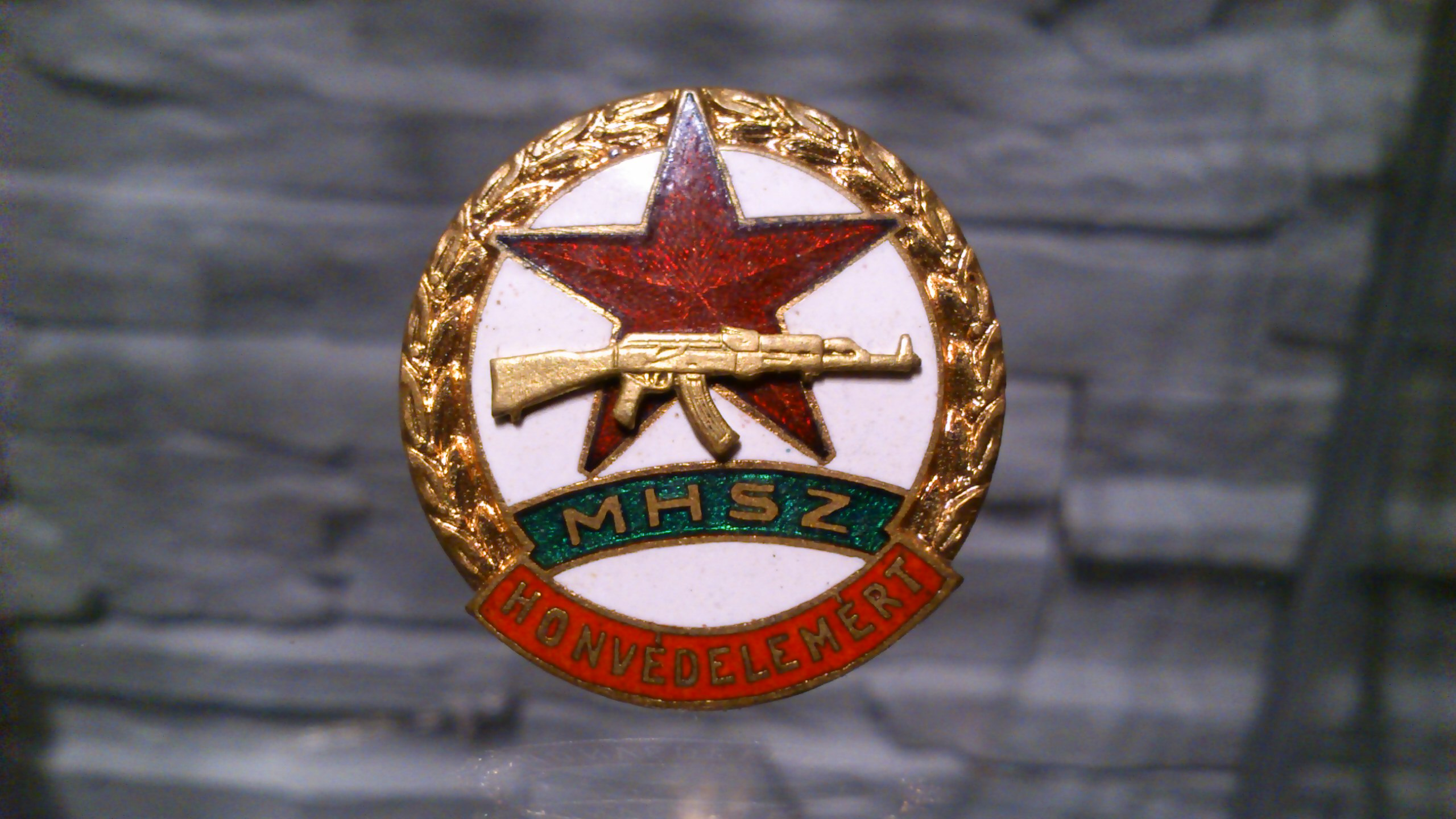
MHSZ HONVÉDELEMÉRT – Henryk Jan Dominiak Miniatűr Műalkotások Múzeuma - Tychy

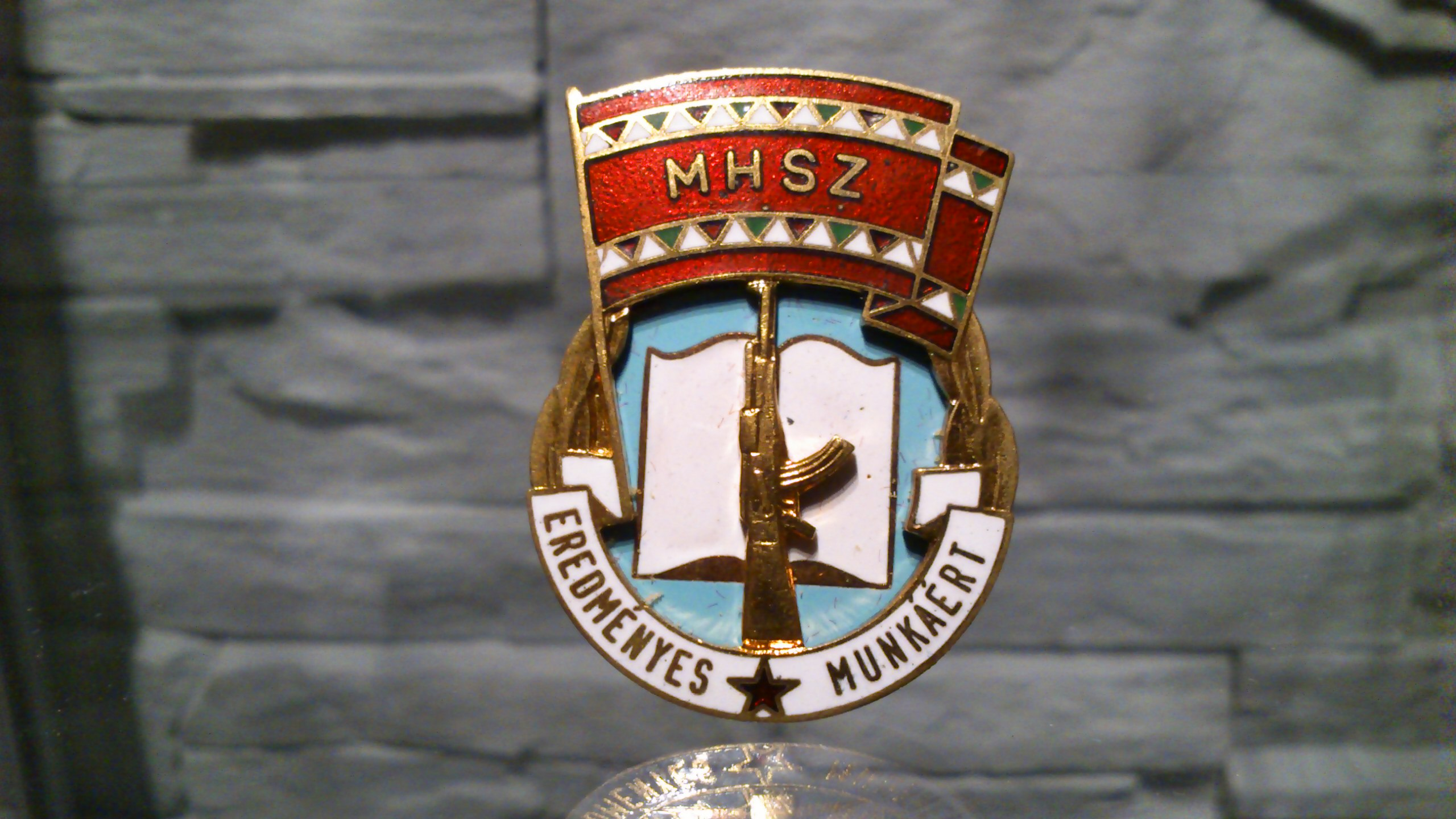
MHSZ EREDMÉNYES MUNKÁÉRT – Henryk Jan Dominiak Miniatűr Műalkotások Múzeuma - Tychy

A Magyar Honvédelmi Szövetség (MHSZ) sport- és szabadidő-tevékenységeket szervező országos félkatonai szervezet volt 1948 és 1990 között. Története során politikai okokból többször átalakult.

## Az MHSZ története

### Előzményei
1948. február 29-én alakult meg a Magyar Szabadságharcos Szövetség (MSZHSZ), melynek üzemi, városi és községi szervezetei a Magyar Kommunista Párt irányításával „eredményes politikai felvilágosító munkát végeztek, mozgalmi életet éltek”. Így rövid idő alatt jelentős tömegszervezetté vált.
Az újjáépítés után céllövő, motoros, kerékpáros, sí, lovas és ejtőernyős szakosztályokat, kultúrcsoportokat működtetett.
1948. február 14-én alakult meg az Országos Magyar Repülő Egyesület (OMRE), melynek helyébe 1951 januárjában a Magyar Repülő Szövetség lépett.
1949 januárjától kezdte meg működését a szövetségen belül az első rádió adó-vevő. 1955-ben a Magyar Dolgozók Pártja létrehozta a Magyar Önkéntes Honvédelmi Szövetséget (MÖHOSZ).
1956. október 30-án a MÖHOSZ szétszakadt: A "Magyar Nemzeti Repülő Szövetség"-re és a "Szabadságharcos Szövetség"-re. 1956 novemberében kormánybiztosokat neveztek ki a két szövetséghez, akik kezdeményezték „az ellenforradalmár-gyanús” tagok kizárását.

### Az 1956-os forradalom után

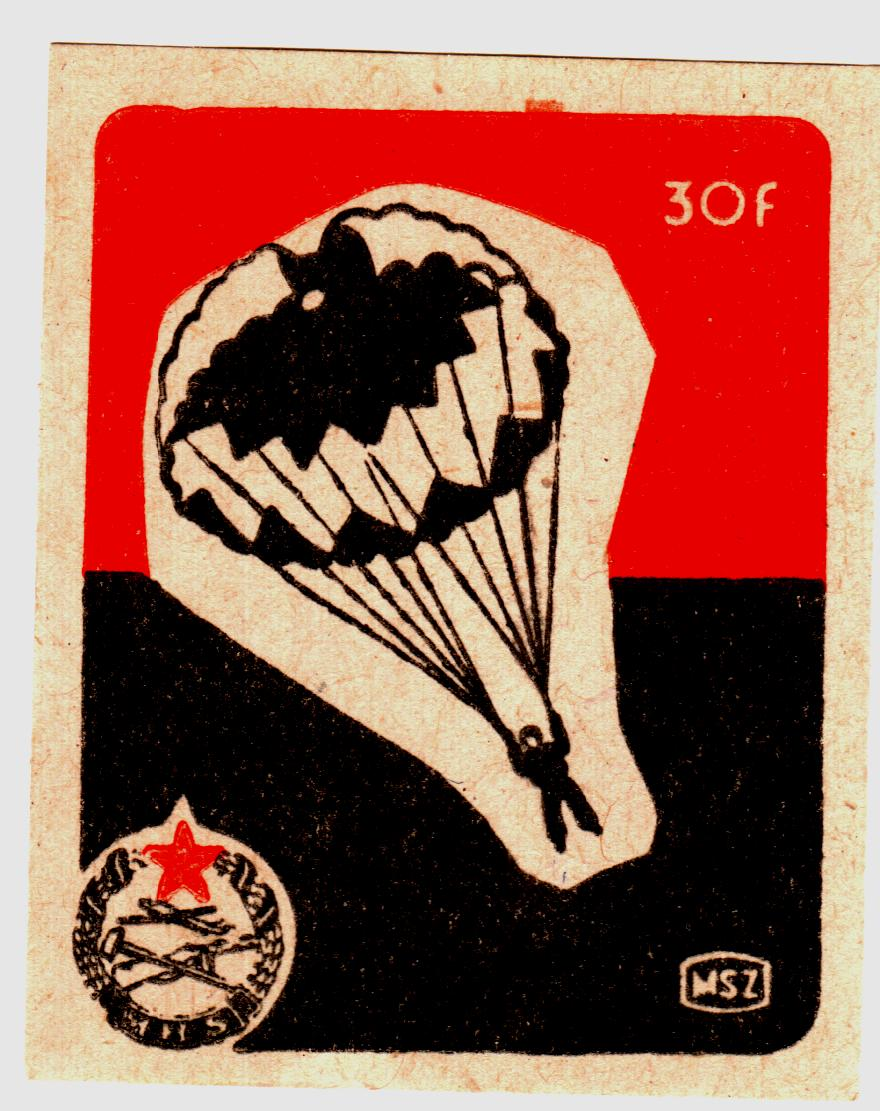
Ejtőernyős Szakosztály

1957 júniusában létrehozták a Magyar Honvédelmi Sport Szövetséget (MHS).
Az MSZMP Politikai Bizottságának javaslatára a Magyar Forradalmi Munkás-Paraszt Kormány 1967. augusztus 8-án létrehozta a Magyar Honvédelmi Szövetséget (MHSZ). „Irányító szerveit országos, budapesti, megyei, járási, városi, kerületi és üzemi szinten kell létrehozni. Az Országos Központban főtitkárt, a többi szinten titkárt kell kinevezni, akik személyileg felelősek a munkáért, a nagy értékű technikai eszközökért.”

### Utódja
A kormány 2017. január 1-jén hozta létre a Honvédelmi Sportszövetséget.

## Szakosztályok, sportágak
- Gépjárművezető-képzés, gépjárműbarát szakkörök
- Lövész szakosztály
- Modellező szakosztály
- Rádiós szakosztály
- Könnyűbúvár szakosztály
- Repülő-ejtőernyős szakosztály
- Összetett Honvédelmi Verseny
- Honvédelmi Kupa Lövészverseny
- Tartalékosok Honvédelmi Versenye
- Tartalékosok Lövészversenye
- „Vezess kiválóan” autó- és motorkerékpár verseny

## Főtitkárok
- Uszta Gyula vezérőrnagy, az MHS elnöke, majd az MHSZ főtitkára 1962-1969-ig
- Kiss Lajos vezérőrnagy 1969-1986-ig
- Kéri György vezérőrnagy, 1986-1990(?)